# Carl Ludwig Jessen

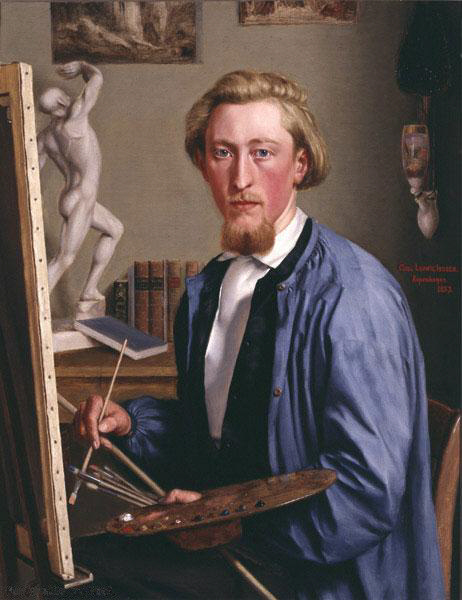
Carl Ludwig Jessen, Selbstporträt, 1857

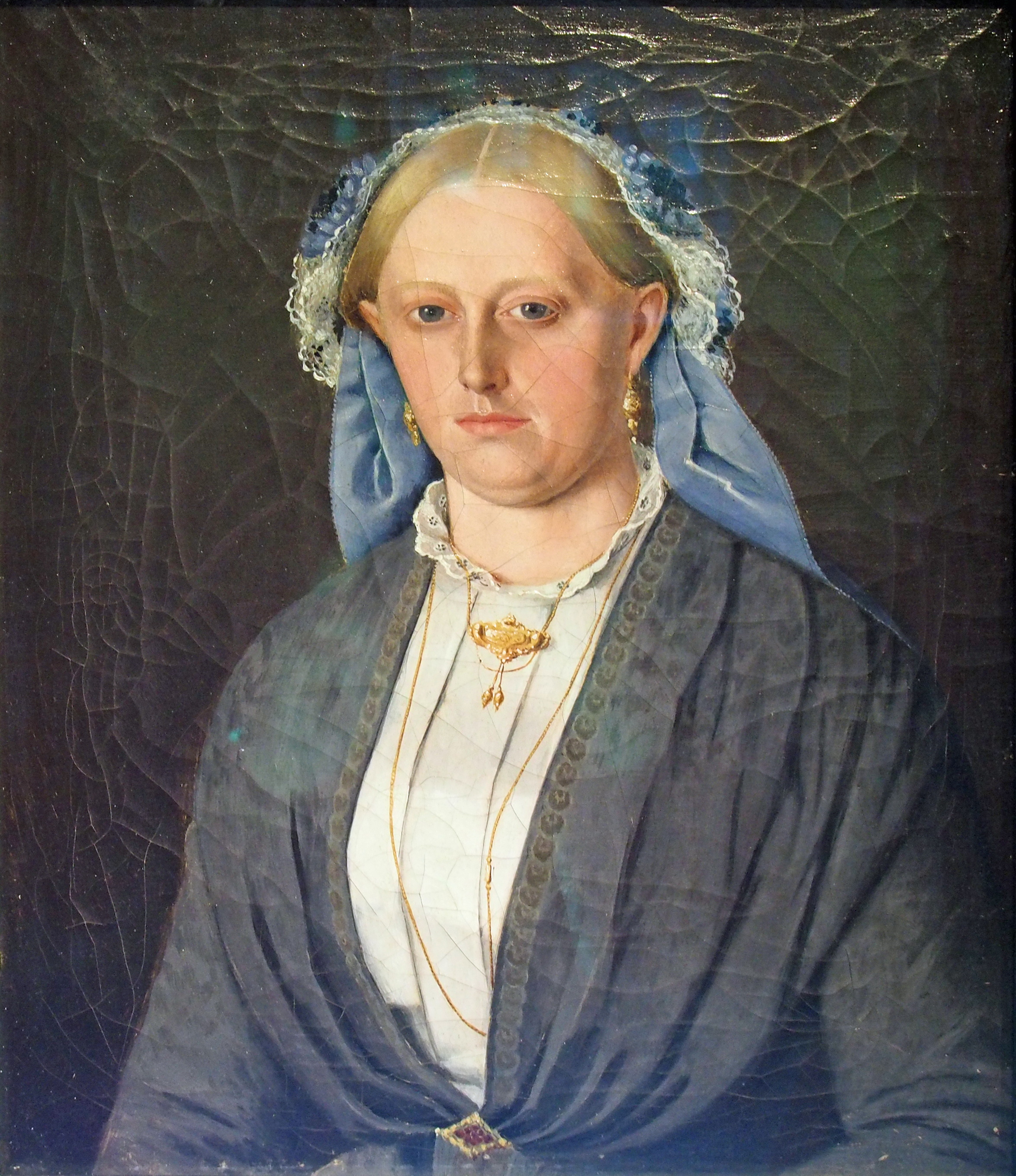
Die Frau des Künstlers

Carl Ludwig Jessen (* 22. Februar 1833 in Deezbüll, Herzogtum Schleswig; † 4. Januar 1917 ebenda) war ein Maler aus Nordfriesland. Er ist bis heute als der Friesenmaler bekannt. Seine Bedeutung liegt in der künstlerischen Wiedergabe der Wohn- und Lebensverhältnisse der Küstenbewohner Nordfrieslands.

## Leben
Carl Ludwig Jessen wurde am 22. Februar 1833 in Deezbüll in der Nähe von Niebüll geboren. Er war das zweite Kind des Tischlers Momme Jessen (1796–1853) und seiner Frau Antje Hansen (1800–1861), die beide aus Risum stammten. Er hatte einen älteren Bruder (Christian) und drei jüngere Schwestern (Abel, Margaretha und Amalie). Über Kindheit und frühe Jugend ist nur wenig bekannt, aber er begleitete seinen Vater und den Bruder Christian (geb. 1827) zu Arbeiten auf den umliegenden Höfen. Nach einer abgebrochenen Tischlerlehre arbeitete Jessen zunächst als Stubenmaler und begann dann eigenständig mit dem Porträtieren.
1855 wurde die Gräfin von Schackenborg in Mögeltondern auf seine Begabung aufmerksam und setzte ihm ein persönliches Stipendium aus, welches ihm ermöglichte, ab Oktober 1856 an der Kopenhagener Akademie bei Vilhelm Marstrand zu studieren. Erst 1865 – nach der Niederlage Dänemarks im Deutsch-Dänischen Krieg gegen Preußen und Österreich 1864 – kehrte er nach Nordfriesland in sein Elternhaus zurück.
1867 gewährte ihm der Staat Preußen ein Stipendium für eine Reise nach Paris und Italien (Rom, Ariccia, Rocca di Papa), von der er erst 1869 zurückkehrte. Künstlerische Impulse oder prägende Eindrücke, die sich im Werk niedergeschlagen hätten, finden sich nicht. Wirtschaftlicher Erfolg oder künstlerische Anerkennung stellte sich nicht ein. Ab 1870 lebte er zuerst wieder in Deezbüll und dann in Klockries bei seiner Schwester Margaretha (geb. 1836), die den Postmeister August Nissen geheiratet hatte. Aus dieser Ehe stammte der spätere Maler und Schriftsteller Benedikt Momme Nissen, der noch zu Lebzeiten von Carl Ludwig Jessen eine Mappe mit 24 farbigen Kunstdrucken des Malers herausgab, die weite Verbreitung fand und den Ruhm des Friesenmalers endgültig begründete.
Von diesem Ruhm war Carl Ludwig Jessen noch weit entfernt, als er im Laufe des Jahres 1871 nach Hamburg zu seinem Bruder Christian zog. In den nächsten Jahren waren Auftragsporträts seine Haupteinnahmequelle. 1875 kehrte er dann endgültig nach Deezbüll zurück und zog in das von den Eltern geerbte Haus. Der künstlerische Durchbruch gelang ihm 1876, als der Schleswig-Holsteinische Kunstverein das Bild Friesisches Thinggericht erwarb, das sich heute in der Kunsthalle zu Kiel befindet. Einige Jahre später (1878) entstand das bis heute berühmteste Bild – Sonntagmorgen vor der Kirche – das in verschiedenen Fassungen existiert. Die überzeugendste befand sich bis zum Brand am 30. Mai 1980 im Museum Hamburg-Altona. Künstlerisch hielt Carl Ludwig Jessen nun an der einmal erlernten Malweise fest – die stilistischen Veränderungen der Kunst nahm er nicht mehr zur Kenntnis – und sah seine Aufgabe ausschließlich darin, das friesische Leben detailgenau zu überliefern. Dieses Leben war aber zu seiner Zeit bereits versunken oder im Begriff unterzugehen. Die Bilder Carl Ludwig Jessens sind größtenteils arrangiert, die zeitgenössische Echtheit der Darstellungen wird vorgetäuscht.
Er heiratete 1893 Martha Elisabeth Benecke (1859–1938) aus Hamburg und bezog mit ihr das Turmhaus in Deezbüll. Das einzige Kind des Ehepaares starb 1899 kurz nach der Geburt. 1910 ernannte ihn die Universität Kiel zum Ehrenprofessor.
Carl Ludwig Jessen starb mit 84 Jahren am 4. Januar 1917 in Deezbüll. Das Grab des Ehepaares Jessen befindet sich auf dem Friedhof der Apostelkirche in Deezbüll.

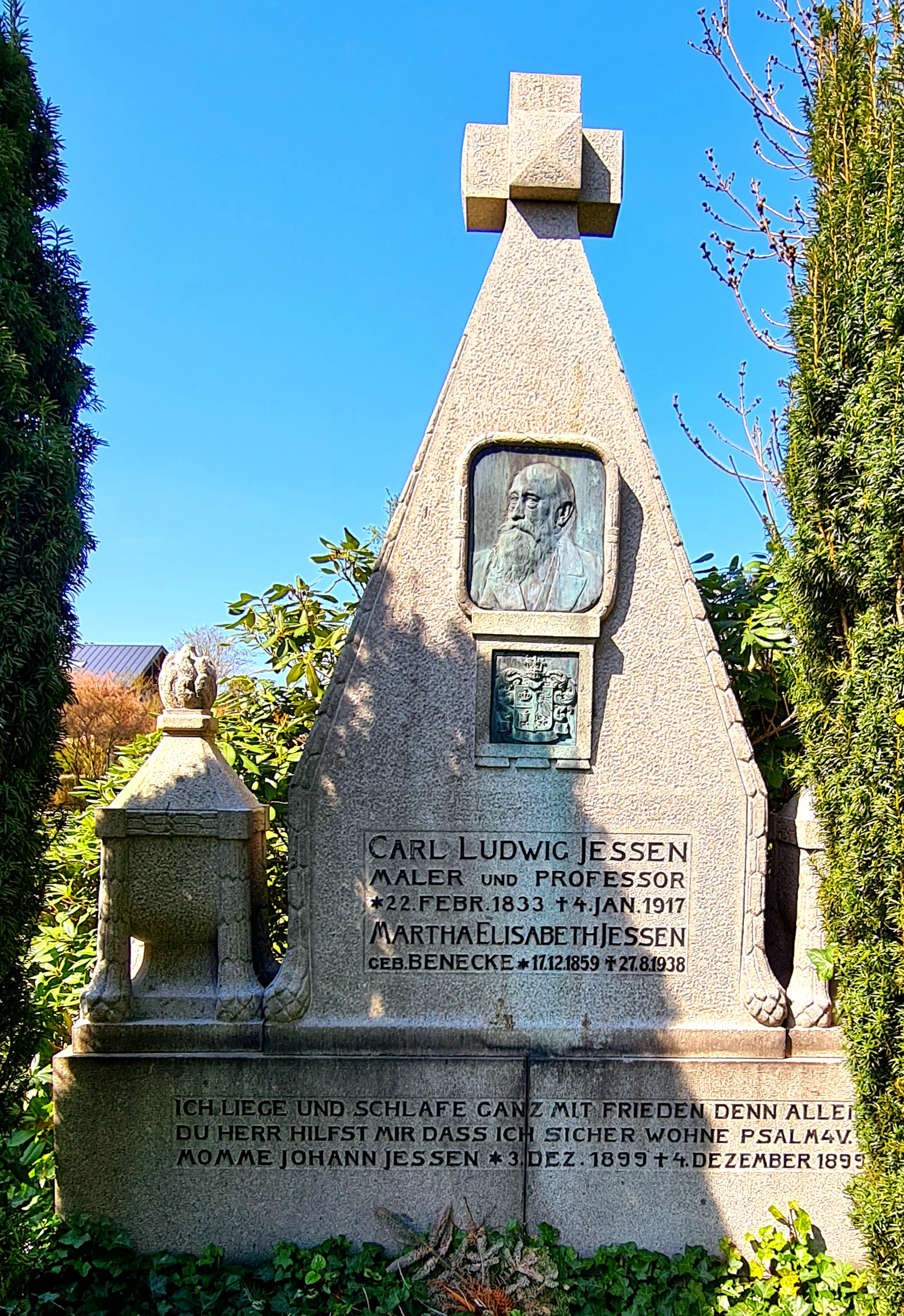
Das Grabmal der Familie Carl Ludwig Jessen auf dem Friedhof der Apostelkirche in Deezbüll bei Niebüll in Nordfriesland

Museen mit dem Schwerpunkt in Norddeutschland besitzen Werke Carl Ludwig Jessens. Es sind dies die Kunsthalle zu Kiel, die Kunsthalle Hamburg, das Altonaer Museum, der Museumsberg Flensburg, das Nordfriesland Museum.Nissenhaus Husum, das Kunstmuseum in Tondern/Tønder (Sønderjyllands Kunstmuseum) und das Friesische Museum Niebüll-Deezbüll, aber auch das Germanische Nationalmuseum in Nürnberg.

## Ausstellungen
zu Lebzeiten
Zu Lebzeiten waren die Werke Carl Ludwig Jessens nur in gemischten, zeitgenössischen Kunstausstellungen (u. a. Landeskunstausstellung Kiel 1896, Gruppe Schleswig-Holstein auf der Industrie- und Gewerbeausstellung Düsseldorf 1902, Große Berliner Kunstausstellung 1901) zu sehen. Eine eigene Ausstellung blieb ihm versagt.
posthum
- 1917: Flensburg (Flensburger Museum), Nachlassausstellung
- 1933: Kiel (Kunsthalle zu Kiel), Gedächtnisausstellung zum 100. Geburtstag von Carl Ludwig Jessen
- 1973: Hamburg (Altonaer Museum), Volkslebensbilder aus Norddeutschland
- 1976: Tondern/Tønder (Sønderjyllands Kunstmuseum), Gesamtschau
- 1983: Husum (Nordfriesland Museum.Nissenhaus Husum), Gedächtnisausstellung zum 150. Geburtstag von Carl Ludwig Jessen

## Werke (Auswahl)

Auswahl einiger Werke
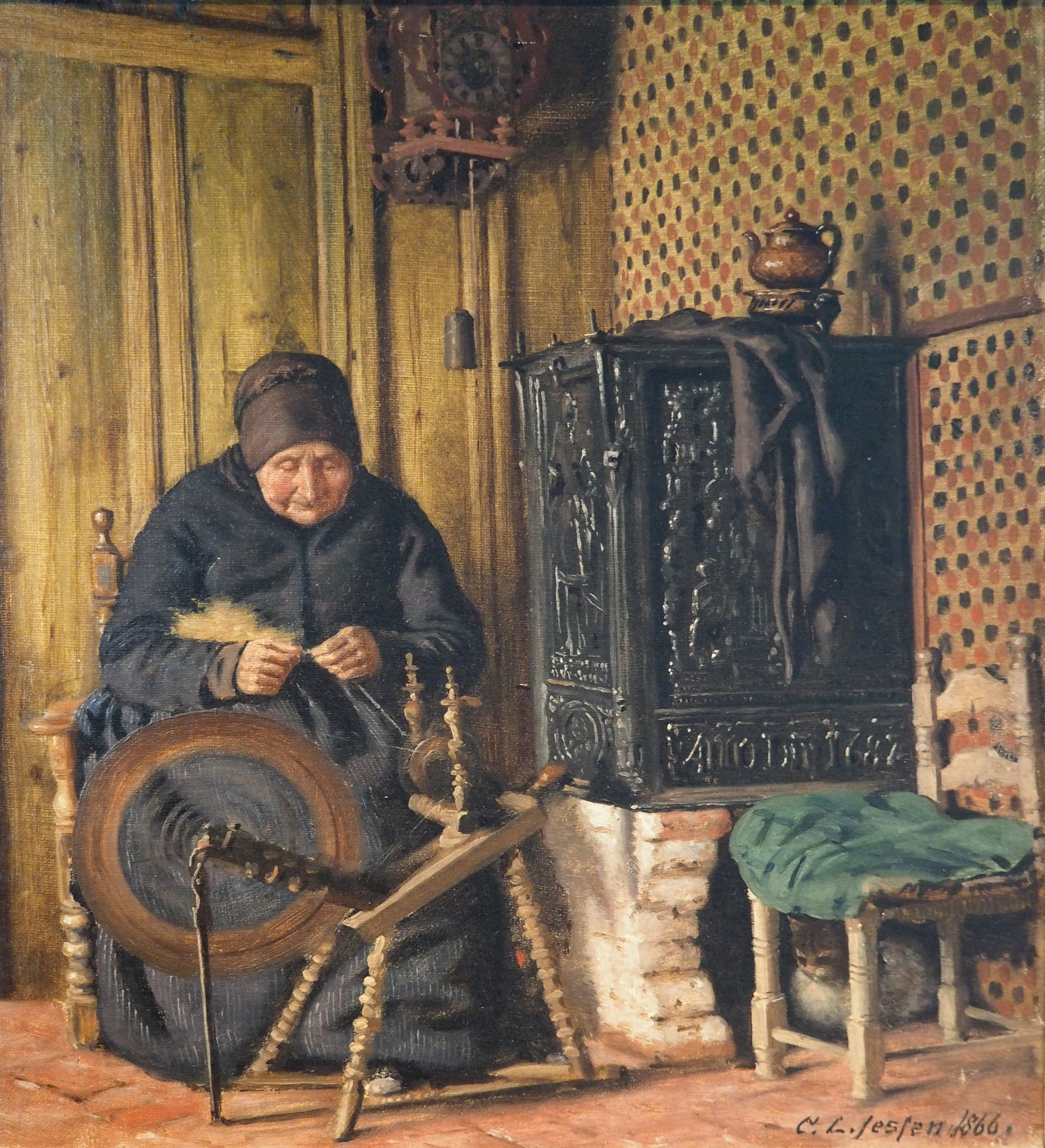
Alte Frau am Spinnrad (1866)
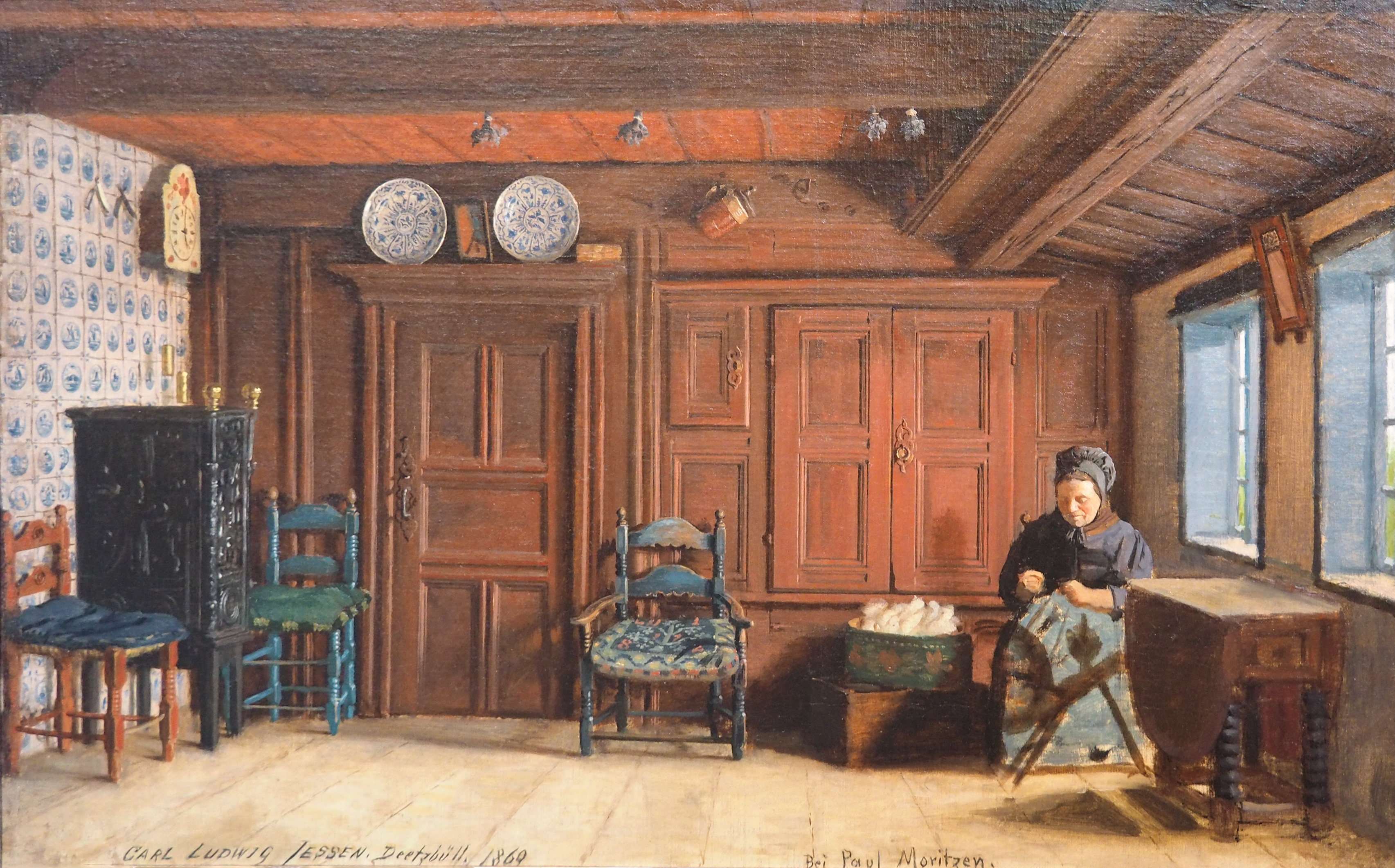
Rotes Zimmer (1869)
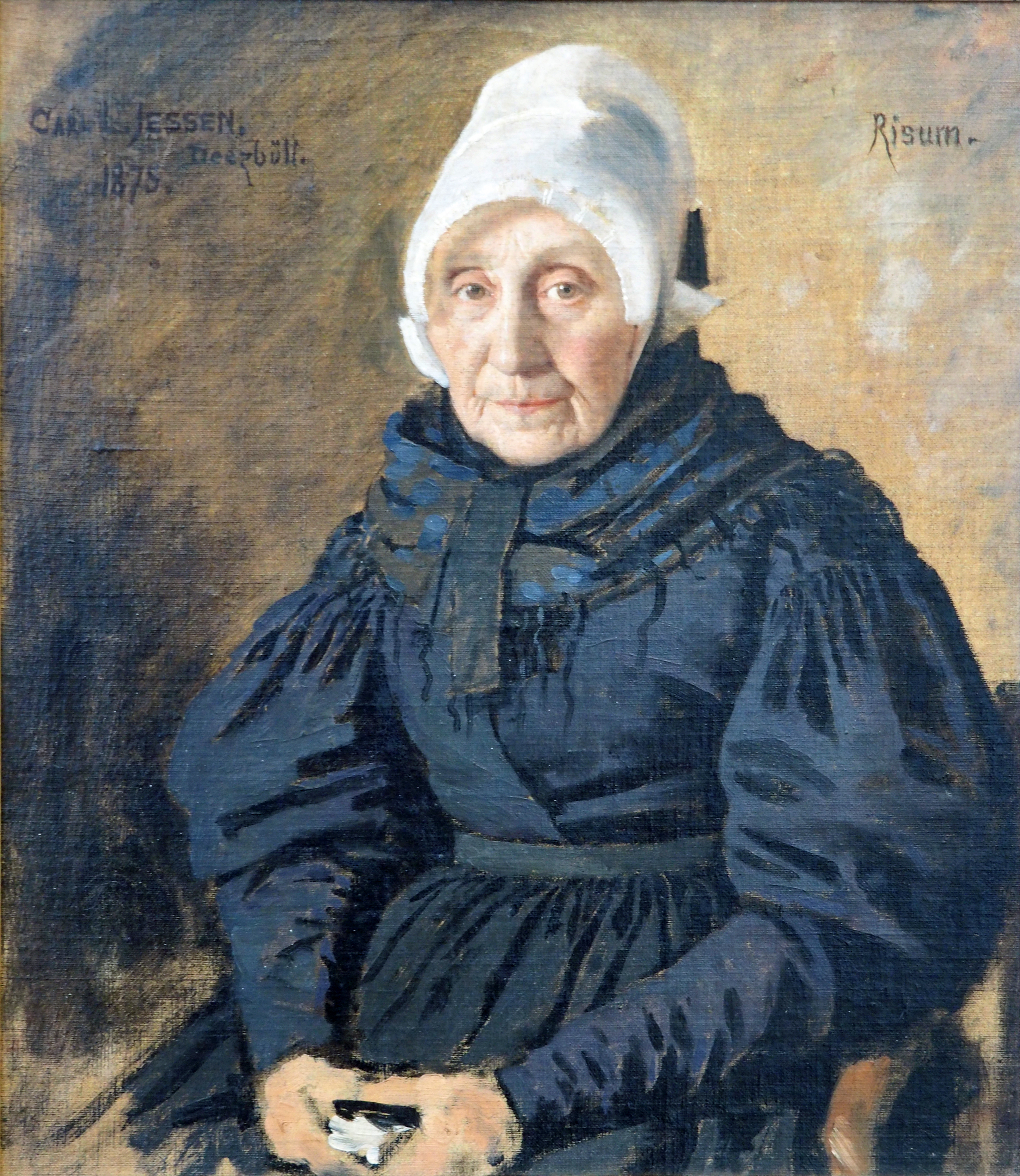
Bildnisstudie (1875)
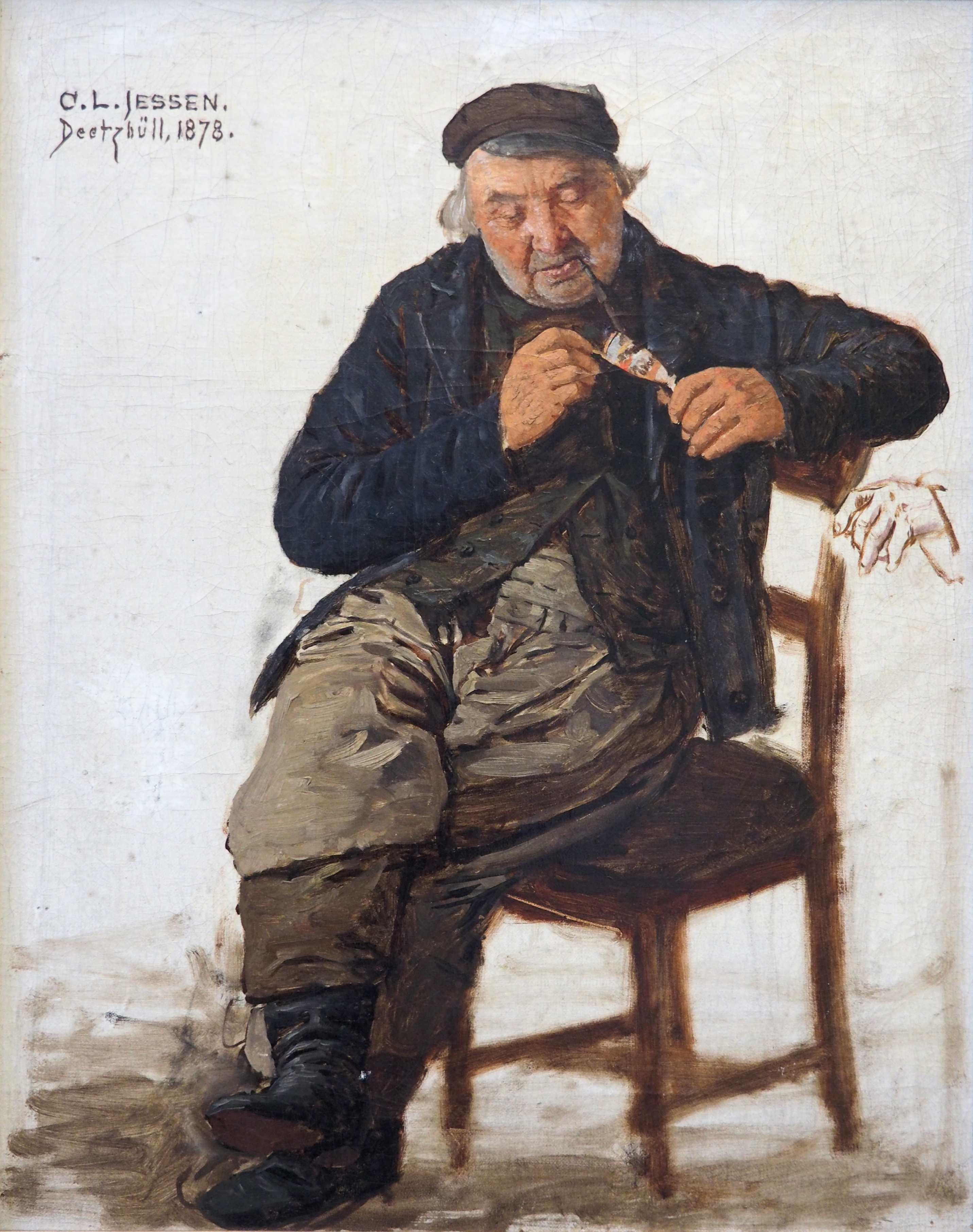
Bildnisstudie (1878)
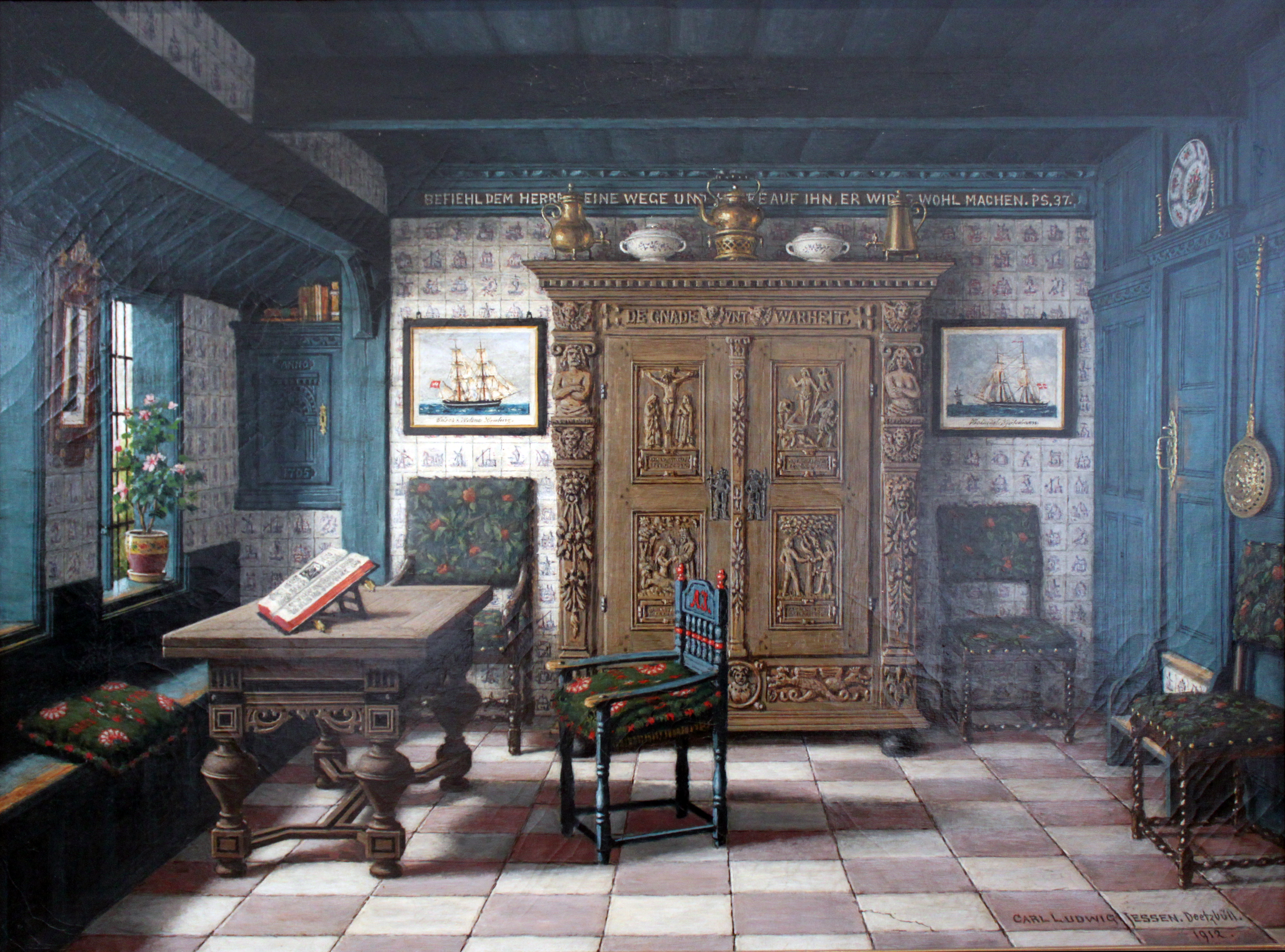
Die blaue Stube (1912)

- Die Mutter, Öl auf Leinwand, 1863, Nordsee Museum.Nissenhaus Husum[18]
- Dörns in Klockries, Öl auf Leinwand, 1866, Museumsberg Flensburg[19]
- Bei Jürn Moritzen, Öl auf Leinwand, 1866, Kunsthalle zu Kiel[20]
- Momme Nissens Vater, Öl auf Leinwand, 4. Viertel 19. Jahrhundert, Nordsee Museum.Nissenhaus Husum[21]
- Blaue Stube, Öl auf Leinwand, 1912, Nordsee Museum.Nissenhaus Husum[22]
- Küche, Öl auf Leinwand, 1913, Privatbesitz[23]
- Blauer Pesel, Öl auf Leinwand, 1916, Privatbesitz[24]
- Friesisches Thinggericht in Niebüll, Öl auf Leinwand, Schleswig-Holsteinischer Kunstverein, Kiel[25]